# Ваньяма, Франко
Франко Ваньяма (англ. Franco Wanyama; 7 февраля 1968, Кампала, Уганда — 21 марта 2019, Рагби, Великобритания) — угандийский боксёр. Боксируя в средней весовой категории принимал участие в летних Олимпийских играх 1988 года. В профессиональном боксе чемпион Бенилюкса в тяжёлой (1991) и первой тяжёлой (1993) весовых категориях, чемпион мира по версии Всемирной боксёрской федерации (1994) и чемпион Содружества (1994) в первом тяжёлом весе.

## Карьера
В рамках средней весовой категории (до 75 кг) принимал участие в Олимпийских играх 1988 года в Сеуле. В поединках 1/16 и 1/8 турнира одержал победы над иорданцем Омаром Дабаем и ирландцем Кираном Джойсом. Однако в четвертьфинале потерпел поражение от кенийского спортсмена Криса Санде (бронзового призёра этого турнира) и выбыл из турнира.
Франко дебютировал на профессиональном ринге 25 декабря 1989 года ничьей с Дожоном Хелдом (7-13-2). В одном из первых своих поединков одержал верх над Карлом Томпсоном. 18 февраля 1991 года победив Рамона Воорона (8-5-1) завоевал вакантный титул чемпиона Бенилюкса в тяжёлом весе, но 24 июня того же года поиграл Джону Эменну (15-2) и утратил титул. 29 января 1993 года в реванше побелил Джона Хелда (13-23-7) и выиграл титул чемпиона Бенилюкса в первом тяжёлом весе. 1 октября 1993 года дисквалификацией победил британца Джонни Нельсона (23-8-1) и завоевал титул чемпиона мира в первом тяжёлом весе по версии Всемирной боксёрской федерации. 28 января 1994 года завоевал вакантный титул чемпиона Содружества победив Тони Бута (15-18-6), 29 сентября 1995 года вновь попытался завоевать этот титул, но проиграл Крису Окоху.
16 июня 2000 года провёл свой последний бой на профессиональном ринге нокаутировав Чака Олаха (2-40-3). Всего за свою профессиональную карьеру Ваньяма провёл 29 боёв, в 20 одержал победу (7 раз досрочно), в 7 потерпел поражение (5 раз досрочно) и два боя свёл вничью.